# 奥田唯
奥田 唯（おくだ ゆい、1980年2月14日 - ）は、日本の元AV女優。
大阪府出身。血液型：O型。身長：157cm。 スリーサイズ：B95・W60・H90。Gカップ。趣味：料理。特技：油絵 

## 略歴
- 1998年 - 『G乳上のアリア』でAVデビュー。Gカップの巨乳を売りにしていた。

現在は引退している。

## 作品

### アダルトビデオ
- G乳上のアリア（1998年11月30日、MAX-A）
- 乳爆のわななき（1998年12月21日、MAX-A）
- 巨乳グラマラス となりのお姉さんDX3 藤森かおり & 奥田 唯　（2000年7月28日、ビッグモーカル）
- 肉体の乱 巨乳暴走スペシャル　（2002年7月21日、h.m.p）
- 聖水露出 唯&瞳（ネクストイレブン）
- Rolling Bell No.3 上原いつみ、奥田唯 (2002年3月11日、AV 2003)
- グレイテスト ボディ Greates Body Vol.6 奥田唯 (2002年12月17日、Greates Body)
- ソルード Solud Vol.5 藤森加奈子、奥田唯、坂口華奈 (2002年4月10日、Solud)
- カバー ガール コレクション Vol.7 萩原さやか、奥田唯、白井桃、川島夢、野宮ありす (2004年9月28日、カバー ガール コレクション)

## ゲーム
- 脅迫〜終わらない明日〜実写版（2000年7月21日、アリスJAPAN）